# Урочище Кікеї
Уро́чище Кіке́ї — ботанічний заказник місцевого значення.
Розташований на південному сході від с. Болган Тульчинського району Вінницької області на відстані 5 км від центру села, на кордоні з Молдовою. Оголошений відповідно до Розпорядження Вінницької облдержадміністрації № 200 від 22.12.1995 р.
Охороняється цінна ділянка природної степової рослинності на схилі лівого берега р. Вільшанки. Ділянка розташована на схилі північної експозиції крутизною 5-7 градусів. Тут зростають горицвіт,фіалка двозначна, сальвія буквицелиста, деревій звичайний, полин гіркий, ковила, перекотиполе, цикорій, чебрець повзучий, полуниця, фіалка запашна, цмин пісковий. Також зустрічаються шипшина і акація. В заказнику дозволено регульований випас худоби та сінокосіння. Ділянка має значення для охорони степової рослинності та збереження біорізноманіття у регіоні.